# Kaliwaal
De Kaliwaal is een baggerspecieberging in een voormalige zandput, die ligt ter hoogte van kilometerraai 908 in de uiterwaarden aan de linkeroever van de Waal bij de Nederlandse plaats Druten. Van 1950 tot 1968 is er zand gewonnen en daarna had de natuur er vrij spel. De rivier heeft daarop een dikke laag van ondoorlatende klei afgezet. Op 20 maart 2003 is gestart met de uitvoeringswerkzaamheden, er mag zandarme (<60%) verontreinigde baggerspecie worden geaccepteerd tot en met verontreinigingsklasse 4, die vrijkomt bij werken in en langs de grote rivieren, watergangen en poldersloten. Het depot is uniek in Nederland, omdat dit het enige baggerdepot is dat in open verbinding staat met een rivier. 

## Natuurgebied
De berging maakt deel uit van het natuurgebied Waaier van Geulen, dat tijdens de baggerspecieberging fasegewijs wordt aangelegd. Het moet gaan voorzien in ca. 250 hectare riviergebonden natuur. Door middel van de baggerspecie wordt de Kaliwaal verondiept om zo beter aan te sluiten bij de natuurlijke omgeving. 

## Juristerij
Vanaf 1979 is er met de omwonenden een juridische strijd geleverd. Het grondwater was hun grootste zorg. Twee kilometer verderop pompt Vitens drinkwater op. Die belangen hebben nooit echt meegeteld bij de verlening van de vergunning in 1998. De nieuwe eigenaar van de zandput is daarentegen vrijwillig met alle belanghebbenden in overleg getreden. Anno 2007 is daarmee een convenant gesloten. De volgende vooruitgang is namelijk dat dit bedrijf ook mee wil doen met het scheiden van materialen. Het zwaarst verontreinigde materiaal gaat naar de verbrandingsoven. De bruikbare bouwstoffen worden nuttig hergebruikt.

## Baggerschip
Het ponton Jan Cornelis in de Kaliwaal bestaat uit een drijvende bak met daarop voorzieningen om schepen te lossen die baggerspecie aanvoeren. De baggerspecie wordt met een kraan en op het eind met een bobcat uit het schip gehaald. In het midden van het ponton staan een plaatsbepalingssysteem (GPS) en een trechter met een stortkoker, die de specie ongeveer een meter boven de bodem uitstort. Op die hoogte is geen stroming. De ponton is speciaal voor de Kaliwaal gebouwd, een investering van circa € 900.000,-.

## Voorwaarden
Vooralsnog kan de baggerspecie alleen per schip worden aangevoerd. Voor een verantwoord milieubeheer is de Kaliwaal gesloten van 1 juli tot en met 31 augustus. Bovendien kan geen baggerspecie worden gestort bij:
- harde wind (>7 Beaufort);
- hoge waterstanden (>11,35 m +NAP bij Spijk).

Om toestemming te verkrijgen om verontreinigde bagger te storten dient men een procedure van elf stappen te doorlopen.